# Willard Louis
Willard Louis (19 de abril de 1882 – 22 de julio de 1926) fue un actor teatral y cinematográfico de nacionalidad estadounidense, activo en la época del cine mudo.  

## Biografía
Nacido en San Francisco, California, fue también conocido por los nombres artísticos William Lewis, Leo Louis, William Louis y Will Louis. Su primer contacto con el cine llegó en 1913, y su última película, protagonizada por Ramon Novarro, se estrenó en 1928, cuando él ya había fallecido. A lo largo de su carrera actuó en un total de 75 filmes, estrenados entre 1913 y 1928.
Willard Louis falleció en 1926 en Glendale, California, a los 44 años de edad, a causa de una fiebre tifoidea y de una neumonía.

## Teatro
- Her Little Highness (circuito de Broadway, 13 de octubre de 1913 - 25 de octubre de 1913)

## Filmografía

### Actor
- Shirts and Shocks (1913)
- The Parson's Horse Race, de George Lessey (1915)
- Fighting Blood, de Oscar Apfel (1916)
- A Man of Sorrow
- The Battle of Hearts
- The Man from Bitter Roots
- The End of the Trail, de Oscar Apfel (1916)
- The Fires of Conscience, de Oscar Apfel (1916)
- The Love Thief
- The Island of Desire
- One Touch of Sin
- A Tale of Two Cities, de Frank Lloyd (1917)
- High Finance, de Otis Turner (1917)
- The Price of Her Soul, de Oscar Apfel (1917)
- American Methods, de Frank Lloyd (1917)
- The Book Agent
- To Honor and Obey, de Otis Turner (1917)
- The Scarlet Pimpernel, de Richard Stanton (1917)
- A Branded Soul, de Bertram Bracken (1917)
- Madame Du Barry, de J. Gordon Edwards (1917)
- For Liberty
- The Blindness of Divorce, de Frank Lloyd (1918)
- Her One Mistake
- The Bird of Prey
- Kultur
- The Scarlet Shadow
- What Am I Bid?, de Robert Z. Leonard (1919)
- The Unpainted Woman, de Tod Browning (1919)
- Love Insurance
- The Merry-Go-Round
- The Loves of Letty, de Frank Lloyd (1919)
- Jubilo
- Dollars and Sense, de Harry Beaumont (1920)
- The Great Accident
- Going Some
- Madame X, de Frank Lloyd (1920)
- A Slave of Vanity, de Henry Otto (1920)
- Roads of Destiny, de Frank Lloyd (1921)
- Moonlight and Honeysuckle, de Joseph Henabery (1921)
- The White Mouse, de Bertram Bracken (1921)
- Too Much Wife
- The Man Unconquerable, de Joseph Henabery (1922)
- Robín de los bosques, de Allan Dwan (1922)
- Only a Shop Girl, de Edward LeSaint (1922)
- Vanity Fair, de Hugo Ballin (1923)
- Daddy, de E. Mason Hopper (1923)
- McGuire of the Mounted, de Richard Stanton (1923)
- The French Doll, de Robert Z. Leonard (1923)
- The Marriage Market
- A Lady of Quality, de Hobart Henley (1924)
- Daddies
- Pal o' Mine, de Edward LeSaint (1924)
- Don't Doubt Your Husband, de Harry Beaumont (1924)
- Beau Brummel, de Harry Beaumont (1924)
- Broadway After Dark, de Monta Bell (1924)
- Babbitt, de Harry Beaumont (1924)
- Her Marriage Vow, de Millard Webb (1924)
- Three Women, de Ernst Lubitsch (1924)
- The Age of Innocence, de Wesley Ruggles (1924)
- The Lover of Camille, de Harry Beaumont (1924)
- A Broadway Butterfly, de William Beaudine (1925)
- The Man Without a Conscience, de James Flood (1925)
- Eve's Lover, de Roy Del Ruth (1925)
- Kiss Me Again, de Ernst Lubitsch (1925)
- The Love Hour, de Herman C. Raymaker (1925)
- The Limited Mail, de George W. Hill (1925)
- Hogan's Alley, de Roy Del Ruth (1925)
- Three Weeks in Paris, de Roy Del Ruth (1925)
- His Secretary, de Hobart Henley (1925)
- The Love Toy
- Mademoiselle Modiste, de Robert Z. Leonard (1926)
- The Shamrock Handicap, de John Ford (1926)
- The Passionate Quest
- Don Juan, de Alan Crosland (1926)
- The Honeymoon Express, de James Flood y Ernst Lubitsch (1926)
- A Certain Young Man, de Hobart Henley y Edmund Goulding (1928)

### Productor
- Babe's School Days